# Muchen
Muchen (russisch Мухе́н) ist eine Siedlung städtischen Typs in der Region Chabarowsk (Russland) mit 3018 Einwohnern (Stand 1. Oktober 2021).

## Geographie
Der Ort liegt gut 80 km Luftlinie ostsüdöstlich des Regionsverwaltungszentrums Chabarowsk am westlichen Fuß des Sichote-Alin-Gebirges, am rechten Ufer des rechten Amur-Nebenflusses Nemta.
Muchen gehört zum Rajon imeni Laso und ist von dessen Verwaltungssitz Perejaslawka gut 80 km in ostnordöstlicher Richtung entfernt. Es ist Sitz und einzige Ortschaft der Stadtgemeinde Rabotschi possjolok Muchen.

## Geschichte
Der Ort entstand in den 1950er-Jahren als Siedlung um einen Forstbetrieb und erhielt 1962 den Status einer Siedlung städtischen Typs.

### Bevölkerungsentwicklung
| Jahr | Einwohner |
| ---- | --------- |
| 1970 | 6666      |
| 1979 | 6434      |
| 1989 | 6142      |
| 2002 | 4756      |
| 2010 | 4068      |
| 2021 | 3018      |

Anmerkung: Volkszählungsdaten

## Verkehr
Muchen liegt an einer Straße, die 75 km westlich bei Wladimirowka von der M60 Chabarowsk – Wladiwostok abzweigt und bei Sita die Fernstraße Wostok von Chabarowsk nach Nachodka kreuzt. Nach Nordosten führt sie von Muchen weiter als unbefestigte Forststraße an den Oberlauf des Chor und seiner Nebenflüsse.
Bis zu ihrer Stilllegung 2004 war Muchen (Station Nemptu) Endpunkt einer vom gut 10 km südwestlich gelegenen Malaja Sidima (Station Sidima) ausgehenden Zweigstrecke der breitspurigen Oborskaja-Forstwirtschaftsbahn, deren Hauptstrecke Kruglikowo an der Transsibirischen Eisenbahn mit Sukpai am Fluss Chor verband. Der Personenverkehr allen Strecken war bereits 1993 eingestellt worden. Der gesamte Betrieb auf dem fast 200 km langen Netz wurde 2009 aufgegeben und die Strecken danach abgebaut.